# Annales de Dermatologie et de Vénéréologie
Annales de Dermatologie et de Vénéréologie, abgekürzt Ann. Dermatol. Venereol., ist eine wissenschaftliche Fachzeitschrift, die vom Elsevier-Verlag im Auftrag der Société Française de Dermatologie und der Association des Dermatologistes Francophones veröffentlicht wird. Die Zeitschrift wurde 1869 unter dem Namen Annales de Dermatologie et de Syphiligraphie gegründet, sie änderte 1977 den Namen in Annales de Dermatologie et de Vénéréologie. Sie erscheint mit zwölf Ausgaben im Jahr. Es werden Arbeiten aus allen Bereichen der Dermatologie veröffentlicht.
Der Impact Factor lag im Jahr 2014 bei 0,919. Nach der Statistik des ISI Web of Knowledge wird das Journal mit diesem Impact Factor in der Kategorie Dermatologie an 50. Stelle von 63 Zeitschriften geführt.